# Националсоциалистическа българска работническа партия
Националсоциалистическата българска работническа партия (НСБРП) е крайнодясна националсоциалистическа политическа партия в България през 1932 – 1934 година.

## История
Основана е на 15 май 1932 година от Христо Кунчев, поддържа преки контакти и следва плътно модела на Националсоциалистическата германска работническа партия. Печатен орган на партията е вестник „Атака“, еквивалентен на немския „Ангриф“, създаден от Йозеф Гьобелс. Партията остава с крайно ограничено влияние, като активното ѝ ядро е едва от стотина души. На столичните общински избори през септември 1932 година от 68 000 гласоподаватели гласуват 47 823 като българските националсоциалисти печелят едва 147 гласа (0,31%) и се нареждат на последното 18-о място от участвалите. През 1933 година партията се разцепва и изчезва след забраната на всички политически партии след Деветнадесетомайския преврат през 1934 година.